# Еготело плямистокрилий
Еготело плямистокрилий (Aegotheles archboldi) — вид дрімлюгоподібних птахів родини еготелових (Aegothelidae).

## Назва
Вид названо на честь американського зоолога та мандрівника Річарда Арчболда.

## Поширення
Ендемік Нової Гвінеї. Поширений у гірських вологих лісах Центрального хребта. 

## Спосіб життя
Як і всі еготелові активний вночі. Живиться комахами і хробаками. Гнізда облаштовує у дуплах дерев. 